# قالی مشک‌آباد
قالی مشک‌آباد گونه‌ای قالی ایرانی و از صنایع دستی دهستان مشک‌آباد است. این قالی به‌عنوان یکی از قالی‌های دستباف استان مرکزی، شهرت جهانی دارد.
این قالی کوچک‌پارچه، درشت‌باف، و ارزان‌قیمت است و پرز بلند دارد. طرح قالی مشک‌آباد اغلب میناخانی، گل‌حنایی و هراتی است. گره این فرش‌ها نامتقارن، پود آن آبی، و دار معمول در این ناحیه عمودی است.
اندازهٔ قالی‌های مشک آباد غالباً متوسط و بزرگ است و گره مورد استفاده در این منطقه فارسی است. قالی‌های قدیمی مشک‌آباد دارای سطحی مخملی و مقداری درخشندگی هستند.